# Perro Paco

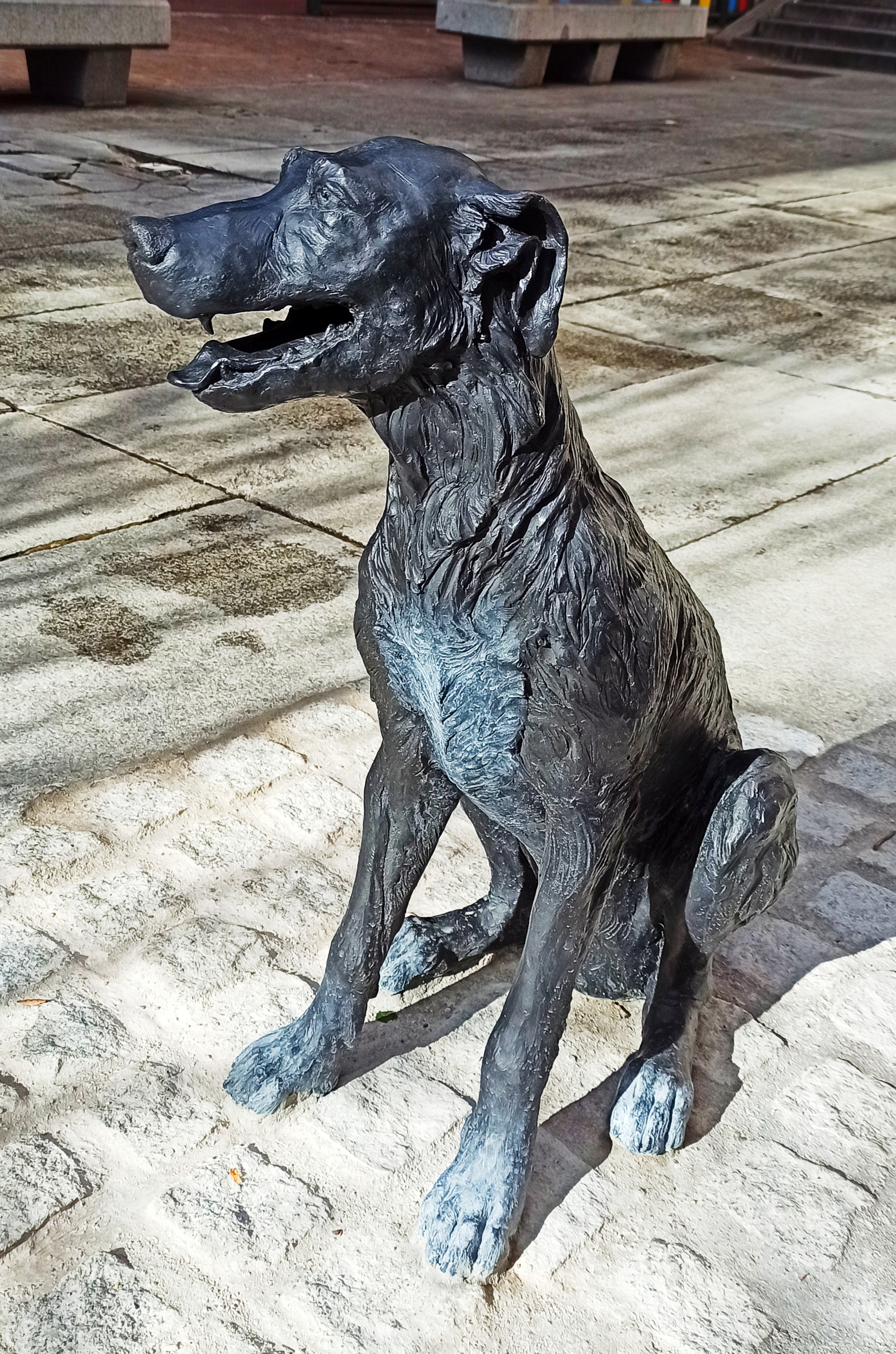
Escultura en bronce del perro Paco, obra del artista Rodrigo Romero Pérez. Monumento instalado en Calle de las Huertas 71, Madrid.

El perro Paco era un perro callejero de color negro que ocupó un lugar en la historia madrileña al ser adoptado por el pueblo entero de Madrid y ser objeto de numerosas crónicas periodísticas siendo su apogeo popular entre los años 1881 y 1882. El perro Paco fue objeto del costumbrismo madrileño del último cuarto del siglo XIX. Se trata de un perro que nunca tuvo dueño y asistía a teatros, a restaurantes de moda, se colaba en los más famosos café de tertulia madrileños. Acompañaba a las gentes que le obsequiaban, y según se narraba por aquel entonces, se recogía en las cocheras que había en la calle de Fuencarral (otros autores mencionan que pasaba la noche en el Café Fornos). Las crónicas le hicieron muy popular en la época, y era respetado por gente de la clase alta, por la policía, los propietarios de locales, etc. Tras su muerte continuaron las crónicas periodísticas y su popularidad.

## Cronistas
Hubo muchos cronistas periodísticos de las aventuras de este perro, dos de los más destacados fueron el periodista José Fernández Bremón que escribía en la revista quincenal titulada La Ilustración Española y Americana y el director de El Imparcial el periodista José Ortega Munilla. Ambos recreaban la vida del perro, unas veces paseando, otras asistiendo a un evento. Siempre destacaban en él un gesto o acción notable, era común que comiese al lado de un torero famoso. Algunos periódicos escribieron su biografía. El dibujante Joaquín Xaudaró lo puso en sus tiras cómicas. Se acuñó el proverbio de "saber más que el perro Paco" aludiendo a dicho perro.

## Historia
El perro Paco frecuentaba los cafés madrileños de la Puerta del Sol y de la Calle de Alcalá a finales del siglo XIX. En un día del mes de octubre se coló en el Café Fornos buscando algún pedazo de pan. Se acercó al Marqués de Bogaraya que le regaló con un pedazo de hueso, las gracias del perro hicieron que le pusiese el nombre de Paco debido a que el Marqués se encontraba celebrando la festividad de Francisco de Asís. El Marqués acudía diariamente a comer al Fornos y esto hizo que se convirtiera en una costumbre visitarlo. Pronto el perro Paco pasó también a la hora de la cena. Y cuando no conseguía nada, cruzaba la calle de Alcalá para ir al Café Suizo. Esta actitud atrajo la simpatía de los habituales a los cafés de tertulia de la época, y pronto trascendió a la prensa madrileña.
La prensa lo halagaba tanto que llegaron a componerse canciones en su honor. Pronto el acceso le era permitido en muchos locales, incluso en aquellos en los que la entrada estaba prohibida para perros. No había portero o personal de vigilancia que le negara la entrada por miedo a "la mala prensa". Paco era un compañero de los carruajes de paseo de los toreros famosos de la época.
Lo que más le gustaba a Paco eran los toros. En aquel entonces, la Plaza de Toros de Madrid estaba en el lugar en que hoy se alza el Palacio de los Deportes, Avenida de Felipe II entonces llamada Avenida de la Plaza de Toros. Los días de lidia, los madrileños subían a los toros calle Alcalá arriba. Y Paco subía como uno más. Solía ocupar su localidad en el tendido 9 y asistía al espectáculo de la cruz a la raya. Al terminar las faenas, muerto el toro, gustaba de saltar a la arena y hacer unas cabriolas, para regresar a su localidad con los clarines que anunciaban el siguiente toro. A la gente eso le gustaba. Salvo a los puristas. Mariano de Cavia, por ejemplo, escribió crónicas poniendo al perro a caldo por esos espectáculos, que consideraba indecorosos con la lidia.
De hecho, podría decirse que fue la excesiva afición a los toros la que le costó la vida al pobre Paco. La tarde del 21 de junio de 1882, un novillero lidiaba, malamente, a uno de los toros que le había tocado en suerte. En el momento de la suerte suprema, nadie sabe por qué (habría que saber de psicología perruna), Paco saltó a la arena. Comenzó a hacer cabriolas, como reprochándole al lidiador su escasa pericia. Este, temiendo tropezarse con el can, y para sacárselo de encima, le dio una estocada.
A duras penas sobrevivió el lidiador a las iras del pueblo de Madrid, que quería lincharlo. ¡Había herido a Paco! Finalmente, el empresario teatral Felipe Ducazcal, hombre muy querido en Madrid, consiguió apaciguar a las masas, y llevarse a Paco para que lo cuidasen. Mas el can nunca se recuperó y murió poco después. Tras una etapa sin pena ni gloria disecado en una taberna de Madrid, fue enterrado en el Retiro.
Como nunca llegó a reunirse dinero para hacerle una estatua, no se sabe bien ni cómo era, ni dónde está enterrado. Pero Paco es, desde luego, un extraño, conmovedor caso de psicología colectiva. Todo un pueblo, el de Madrid, se aplicó a quererlo, a alimentarlo, a respetarlo. Lo que empezó como una diversión terminó siendo un fenómeno de masas, pues incluso hubo avispados comerciantes que lanzaron productos «Perro Paco».
En enero de 2023, el ayuntamiento de Madrid inauguró una estatua dedicada al Perro Paco en la calle Huertas, la escultura fue creada por el escultor Rodrigo Romero Pérez.

## Lugares donde aparecía
- Lhardy[8]
- Café de Fornos, lugar donde apareció por primera vez.